# Spalax uralensis
Spalax uralensis är en gnagare i familjen mullvadsråttor som förekommer i västra Kazakstan. Populationen betraktades en längre tid som synonym till Spalax giganteus och sedan 1993 godkänns den som art.

## Utseende
Arten når en kroppslängd upp till 310 cm och den saknar svans. Viktuppgifter är inte dokumenterade. Pälsens färg är liksom hos Spalax giganteus (gråaktig med gula nyanser på ovansidan) men mörkare. Dessutom är den del av kraniet som bildar nosen (rostrum) bredare och de övre framtänderna är smalare.

## Utbredning och ekologi
Utbredningsområdet ligger i västra Kazakstan i sänkan av Uralfloden och av tillhörande biflodar. Arten förekommer även vid floden Emba. Spalax uralensis hittas på skogsgläntor, på rester av stäpper, på uttorkade flodbädd och i liknande landskap. Arten lever i områden där gräs av släktet elmar (särskild Elymus giganteus) växer.
Denna gnagare föredrar Elymus giganteus som föda men den äter även andra växter. I det komplexa tunnelsystemet kan lagras föda som väger 2,5 kilogram. Alla tunnlar som ingår i boet kan tillsammans vara 145 till 540 meter långa. Boets centrala kammar ligger 0,9 till 3 meter under markytan. Spalax uralensis gräver främst under våren men den är aktiv under alla årstider.
Fortplantningen sker oftast under våren eller sommaren och per kull föds 2 till 6 ungar. Några honor kan ha ytterligare en kull under hösten.

## Bevarandestatus
Spalax uralensis behöver sandig mark som endast förekommer fläckvis i regionen. Flera populationer är skilda från varandra. Dessutom brukas regionen intensivt som betesmark vad som hotar beståndet i viss mån. IUCN listar arten som nära hotad (NT).